# Gewehr 98/40
Bei dem G98/40 (für Gewehr 98/40) handelt es sich um ein Repetiergewehr mit Zylinderverschluss der deutschen Wehrmacht, das im Verlauf des Zweiten Weltkrieges ausgegeben wurde. Das Gewehr war ungarischer Herkunft und eine Modifikation des Gewehrs 35 M. ismétlőpuska, das im Königreich Ungarn 1935 eingeführt worden war. Das Gewehr G98/40 wurde in Ungarn selbst 1943 als 43 M. ismétlőpuska  eingeführt.

## Entwicklungs- und Einsatzgeschichte
Das Gewehr 35 M. ismétlőpuska basierte als Repetiergewehr auf dem Mannlicher Modell 1895 (benannt nach seiner ordonnanzmäßigen Einführung im Jahre 1895) und nutzte dessen Munition 8 × 56 mm R und die System-Mannlicher-typischen Laderahmen. Nachdem Deutschland seinen Bedarf an Langwaffen zu Beginn des Zweiten Weltkriegs nicht vollständig selber decken konnte, lieferte Ungarn dem verbündeten Deutschen Reich ab 1940 das Gewehr 35 M. ismétlőpuska in einer modifizierten Form für die Munition 7,92 × 57 mm Mauser und den Einsatz mit Ladestreifen. Wesentliche Merkmale dieser Waffe waren der zweiteilige Schaft mit abnehmbaren Kolben und der abnehmbare Verschlusskopf.
Die dazu eingeführte deutsche Bezeichnung Gewehr 98/40 ist nicht nachvollziehbar, da das ungarische Gewehr technisch nicht vom deutschen Gewehr 98 abgeleitet ist, sondern wie bereits ausgeführt das System Mannlicher verwendet und nur bei der Munition dem deutschen Standardgewehr Karabiner 98k angeglichen wurde.
Eingeführt wurde die Waffe bei der Wehrmacht am 13. Oktober 1941. Insgesamt wurden 138.400 Stück gefertigt. Nach guten Erfahrungen mit dem zuverlässigen Gewehr an der Front wurde es in Ungarn selbst 1943 als Huzagol 43.M eingeführt.